# He Cuilian
He Cuilian (en chino: 何翠蓮; 25 de diciembre de 1991) es una deportista china] que compitió en escalada.
Ganó una medalla de oro en el Campeonato Mundial de Escalada de 2009, en la prueba de velocidad. Además, consiguió una medalla de oro en los Juegos Mundiales de 2009.

## Palmarés internacional
| Campeonato Mundial | Campeonato Mundial | Campeonato Mundial | Campeonato Mundial |
| Año                | Lugar              | Medalla            | Prueba             |
| ------------------ | ------------------ | ------------------ | ------------------ |
| 2009               | Xining (China)     | Medalla de oro     | Velocidad          |